# Krzczonów (Lublin)
Krzczonów is een dorp in het Poolse woiwodschap Lublin, in het district Lubelski. De plaats maakt deel uit van de gemeente Krzczonów.

## Geboren
- Wojciech Siemion (1928 - 2010), acteur